# Apagón
Apagón és una sèrie de televisió espanyola antològica de ciència-ficció post-apocalíptica produïda per Buendía Estudios, basada en el podcast de ficció La gran apagada de José A. Pérez Ledo. S'estrenà a 0 por Movistar Plus+ el 29 de setembre del 2022.

## Argument
La sèrie retrata, a través de cinc històries diferents protagonitzades per diversos personatges, una societat que s'ha d'adaptar a un món sense electricitat, telecomunicacions ni mitjans de transport després d'una apagada total generalitzada causada per una tempesta solar.

## Producció
Rodrigo Sorogoyen, Raúl Arévalo, Alberto Rodríguez, Isaki Lacuesta i Isa Campo van dirigir cadascun un dels cinc capítols. El rodatge va començar el 13 de desembre de 2021 i va tenir lloc a diverses localitzacions de l'Estat espanyol, concloent a l'abril de 2022. La sèrie es va projectar fora de concurs al Festival Internacional de Cinema de Sant Sebastià 2022 abans de la seva estrena a la televisió.